# Нітрогліцеринові вибухові речовини
Нітрогліцеринові вибухові речовини (ВР) (рос. нитроглицериновые взрывчатые вещества (ВВ), англ. gelatins, nitroglycerin explosives, blasting oils, explosive oils, нім. Glyzerintrinitratsprengstoffe m pl, Nitroglyzerinsprengstoffe m pl, Nitrosprengstoffe m pl) — вибухові речовини (ВР), що містять нітроефіри як основний компонент; крім того, до їхнього складу можуть входити окисники (селітра калієва, натрієва та амонійна), нітросполуки, горючі невибухові добавки та речовини, що гасять полум’я. В залежності від вмісту нітроефірів та консистенції вони поділяються на пластичні, напівпластичні та порошкоподібні. Нітрогліцеринові вибухові речовини чутливіші до зовнішнього впливу, ніж аміачно-селітряні, схильні до старіння та ексудації, деякі з них замерзають при температурі нижче +10 °С. Нітрогліцеринові вибухові речовини токсичні і чутливіші до механічного впливу, ніж амоніти, і вимагають обережного поводження, їх застосовують тільки в патронованому вигляді.